# Nordische Skiweltmeisterschaften 1962
Die 24. Nordischen Skiweltmeisterschaften fanden vom 18. bis 25. Februar 1962 in Zakopane statt. Der polnische Wintersportort war somit zum dritten Mal Ausrichter von Nordischen Skiweltmeisterschaften.

## Anerkennung der Veranstaltung als Weltmeisterschaften
Wie bei den eine Woche vorher begonnenen Alpin-Skiweltmeisterschaften in Chamonix, bangten auch hier die Funktionäre, ob die Wettbewerbe bei ihrer Veranstaltung als Weltmeisterschaften anerkannt würden, ehe am 15. Februar dank der Beschlüsse vom Exekutivkomitee der FIS bei seinen Sitzungen in Chamonix und Zakopane Entwarnung kam.

## Schwierige Witterungsbedingungen
Die Verantwortlichen wurden allerdings mit anderen Unbilden konfrontiert, denn starke Schneefälle und Sturmböen führten zu Absagen sowie grundlegenden Programmänderungen – praktisch konnte kein Wettbewerb am vorgesehenen Termin durchgeführt werden. So kam beispielsweise der 30-km-Langlauf der Herren bereits am 18. Februar zur Austragung, während das für diesen Tag geplante Springen von der Normalschanze entfallen musste.
Wie nie zuvor in den letzten fünfzehn bis zwanzig Jahren waren Schneestürme über das Land gefegt. Besucher der Weltmeisterschaften hatten am Wochenende des 17./18. Februar nur mit dem Zug – zwar mit Verspätung – ihr Ziel erreicht, während Hunderte von Autos auf der Strecke zwischen Krakau (Kraków) und Zakopane (Entfernung zwischen den Orten: 150 km) liegen geblieben waren. Journalisten aus der ČSR, die normalerweise über die Tatra den Weg in einer knappen Stunde bewältigen konnten, waren am 17. Februar volle acht Stunden unterwegs gewesen, um sich mit ihrem Pkw über eine Strecke von sechzig Kilometern Distanz durchzukämpfen. Die Teams aus Italien, der Schweiz und der BR Deutschland, die per Flugzeug unterwegs waren, mussten die Nacht auf 13. Februar in München verbringen. Aufgrund der wegen des Schlechtwetters hatte es in Warschau keine Landemöglichkeit gegeben. Auch der vorgesehene Starttermin am 13. Februar hielt vorerst nicht. Erst nach 11 Uhr startete die Maschine mit 44 Wettkämpfern, drei Journalisten und neun Besatzungsmitgliedern.

## Eröffnung, Vorschauen sowie „Zakopane versinkt im Schnee“
Die Eröffnung fand am 17. Februar statt, und trotz der seit achtzehn Stunden ununterbrochenen starken Schneefälle füllte sich das 40.000 Zuschauer fassende Skistadion unterhalb der Skisprungschanze. Vor dem Stadion standen derweil noch Tausende, die keinen Einlass gefunden hatten. Die Zeremonie dauerte anderthalb Stunden.

## Teilnehmer und Favoriten
Es nahmen rund 380 Aktive aus zwanzig Verbänden mit zwei deutschen Mannschaften an den Wettkämpfen teil. In den einzelnen Disziplinen waren, wie bei den Olympischen Spielen, nur noch vier Teilnehmer pro Land zugelassen.
Die Vorschauen sahen die skandinavische Dominanz in den Langläufen unangetastet, wenngleich exakte Anhaltspunkte für einen Leistungsvergleich fehlten, weil es vorher nur – und dies verhältnismäßig früh in der Saison in Falun – zu einem Kräftemessen in einzelnen Disziplinen gekommen war. Vor allem die Nordländer waren ihrer Tradition treu geblieben, in Jahren mit Titelkämpfen kaum international aufzutreten, um ihren Formaufbau nicht zu stören.

## Wettbewerbe
Das bisherige Wettkampfprogramm bei Nordischen Weltmeisterschaften wurde durch zwei neue Disziplinen erweitert. Erstmals wurden der 5-km-Langlauf der Frauen und das Skispringen der Männer von der Großschanze ausgetragen.
So gab es für die Frauen mit den Skilangläufen über fünf und zehn Kilometer sowie der Staffel über drei mal fünf Kilometer nun drei Wettbewerbe. Die Männer maßen sich in vier Langlaufdisziplinen (15 / 30 / 50 km / 4-mal-10-km-Staffel), zwei Sprungwettbewerben (Normal- und Großschanze) sowie der Nordischen Kombination.

## Sondermarke
Die polnische Postverwaltung hatte anlässlich der Weltmeisterschaften eine Sondermarke herausgebracht. Diese konnte ab dem 16. Februar, also einen Tag vor der Eröffnung, erworben werden. In Warschau hatten sich an mehreren Ausgabestellen schon kurz nach Mitternacht Dutzende Philatelisten angestellt, um nicht zu spät dran zu sein.

## Legende
Kurze Übersicht zur Bedeutung der Symbolik – so üblicherweise auch in sonstigen Veröffentlichungen verwendet:
| DNF | Wettkampf nicht beendet (did not finish) |
| DNS | nicht am Start (did not start)           |
| *   | gestürzt                                 |

## Medaillenspiegel
| Platz | Nation      | Gold | Silber | Bronze | Gesamt |
| ----- | ----------- | ---- | ------ | ------ | ------ |
| 1     | Sowjetunion | 3    | 4      | 3      | 10     |
| 2     | Schweden    | 3    | 3      | 0      | 6      |
| 3     | Norwegen    | 2    | 1      | 2      | 5      |
| 4     | Finnland    | 1    | 1      | 3      | 5      |
| 5     | DDR         | 1    | 0      | 1      | 2      |
| 6     | Polen       | 0    | 1      | 0      | 1      |
| 7     | Italien     | 0    | 0      | 1      | 1      |

| Platz | Sportler           | Gold | Silber | Bronze | Gesamt |
| ----- | ------------------ | ---- | ------ | ------ | ------ |
| 01    | Assar Rönnlund     | 2    | 1      | 0      | 3      |
| 02    | Sixten Jernberg    | 2    | 0      | 0      | 2      |
| 03    | Eero Mäntyranta    | 1    | 1      | 0      | 2      |
| 04    | Helmut Recknagel   | 1    | 0      | 1      | 2      |
| 05    | Arne Larsen        | 1    | 0      | 0      | 1      |
| 05    | Toralf Engan       | 1    | 0      | 0      | 1      |
| 05    | Lars Olsson        | 1    | 0      | 0      | 1      |
| 05    | Sture Grahn        | 1    | 0      | 0      | 1      |
| 09    | Janne Stefansson   | 0    | 1      | 0      | 1      |
| 09    | Dmitri Kotschkin   | 0    | 1      | 0      | 1      |
| 09    | Harald Grønningen  | 0    | 1      | 0      | 1      |
| 09    | Antoni Łaciak      | 0    | 1      | 0      | 1      |
| 09    | Nikolai Kamenski   | 0    | 1      | 0      | 1      |
| 09    | Väinö Huhtala      | 0    | 1      | 0      | 1      |
| 09    | Kalevi Laurila     | 0    | 1      | 0      | 1      |
| 09    | Pentti Pesonen     | 0    | 1      | 0      | 1      |
| 17    | Giulio Deflorian   | 0    | 0      | 1      | 1      |
| 17    | Einar Østby        | 0    | 0      | 1      | 1      |
| 17    | Ole Henrik Fagerås | 0    | 0      | 1      | 1      |
| 17    | Kalevi Hämäläinen  | 0    | 0      | 1      | 1      |
| 17    | Niilo Halonen      | 0    | 0      | 1      | 1      |
| 17    | Iwan Utrobin       | 0    | 0      | 1      | 1      |
| 17    | Pawel Koltschin    | 0    | 0      | 1      | 1      |
| 17    | Alexei Kusnezow    | 0    | 0      | 1      | 1      |
| 17    | Gennadi Waganow    | 0    | 0      | 1      | 1      |

| Platz | Sportlerin          | Gold | Silber | Bronze | Gesamt |
| ----- | ------------------- | ---- | ------ | ------ | ------ |
| 1     | Alewtina Koltschina | 3    | 0      | 0      | 3      |
| 2     | Marija Gussakowa    | 1    | 1      | 1      | 3      |
| 3     | Ljubow Baranowa     | 1    | 0      | 0      | 1      |
| 4     | Ljubow Kosyrewa     | 0    | 1      | 0      | 1      |
| 4     | Barbro Martinsson   | 0    | 1      | 0      | 1      |
| 4     | Britt Strandberg    | 0    | 1      | 0      | 1      |
| 4     | Toini Gustafsson    | 0    | 1      | 0      | 1      |
| 8     | Radja Jeroschina    | 0    | 0      | 1      | 1      |
| 8     | Siiri Rantanen      | 0    | 0      | 1      | 1      |
| 8     | Eeva Ruoppa         | 0    | 0      | 1      | 1      |
| 8     | Mirja Lehtonen      | 0    | 0      | 1      | 1      |

## Resultate Langlauf Männer
- Detaillierte Ergebnisse

### 15 km
| Platz | Sportler           | Zeit [min] |
| ----- | ------------------ | ---------- |
| 1     | Assar Rönnlund     | 55:22,8    |
| 2     | Harald Grønningen  | 55:52,2    |
| 3     | Einar Østby        | 55:54,8    |
| 4     | Magnar Lundemo     | 55:56,1    |
| 5     | Eero Mäntyranta    | 56:24,4    |
| 6     | Janne Stefansson   | 56:48,9    |
| 7     | Giulio Deflorian   | 56:58,8    |
| 8     | Lars Olsson        | 57:10,2    |
| 9     | Gennadi Waganow    | 57:20,2    |
| 10    | Pawel Koltschin    | 57:30,8    |
| …     | …                  | …          |
| 12    | Giuseppe Steiner   | 58:08,9    |
| 14    | Marcello De Dorigo | 58:10,9    |
| 18    | Józef Gut-Misiaga  | 58:57,1    |
| 21    | Jean Mermet        | 59:01,6    |
| 26    | Heinz Seidel       | 60:21,1    |
| 27    | T Matsuhashi       | 60:43,8    |
| 28    | Konrad Hischier    | 60:48,8    |
| 34    | Andreas Janc       | 60:53,8    |
| 36    | Alphonse Baume     | 61:59,1    |
| 38    | Rudolf Dannhauer   | 62:15,6    |
| 41    | Erwino Hari        | 62:21,8    |
| 42    | Franz Vetter       | 62:26,3    |
| 43    | Anton Kogler       | 62:35,2    |
| 44    | Klaus Kretzschmann | 62:42,6    |
| 49    | Paul Bebi          | 68:52,0    |

Datum: 20. Februar 1962
Dieses Rennen wurde am Vormittag bei aufhellender Witterung und leichtem Schneegeriesel vor 10.000 Zuschauern ausgetragen. Die Temperaturen lagen knapp unter dem Gefrierpunkt. Diese Witterungsbedingungen erschwerte die Präparation der Skier, wobei ein „zu schneller“ Ski, auf dem die Läufer manchmal zurückrutschten, immer noch besser war als ein stumpfer, den die Schweizer beim Wachsauftragen erwischt hatten. Der Schwede Rönnlund hatte noch rechtzeitig umgewachst. Das Rennen spitzte sich auf den letzten Kilometern zwischen den Norwegern und Schwedens Rönnlund zu. Gleich mehrere Spitzenläufer waren nicht am Start: Auf Sixten Jernberg (SWE), Veikko Hakulinen (FIN) und Hallgeir Brenden (NOR) war von den jeweiligen Mannschaftsführungen verzichtet worden.
Rönnlund hatte den eine Minute vor ihm gestarteten Finnen Eero Mäntyranta etwa vier km vor dem Ziel eingeholt und jagte mit diesem bis über die Ziellinie. Als letzter war mit Nr. 73 Der Norweger Harald Grønningen auf die Loipe gegangen, er wurde nach fünf km mit bester Zwischenzeit zwölf Sekunden vor Rönnlund gestoppt und nach zehn km auf Rang zwei (zehn Sekunden hinter Rönnlund) gemeldet, blieb aber trotz eines starken Finishs fast eine halbe Minute hinter Rönnlund. Von den Norwegern war die großartige mannschaftliche Leistung nicht erwartet worden, Rönnlund lief besser als zuvor bei den 30 km, als er in der letzten Runde irgendwie gehemmt gewirkt hatte. Den Finnen (nur Mäntyranta unter den ersten Zehn) gelang kein wunschgemäßes Rennen.

### 30 km
| Platz | Sportler          | Zeit [h]  |
| ----- | ----------------- | --------- |
| 1     | Eero Mäntyranta   | 1:52:39,4 |
| 2     | Janne Stefansson  | 1:52:49,1 |
| 3     | Giulio Deflorian  | 1:53:13,3 |
| 4     | Harald Grønningen | 1:53:32,9 |
| 5     | Einar Østby       | 1:53:38,3 |
| 6     | Assar Rönnlund    | 1:53:41,4 |
| 7     | Iwan Utrobin      | 1:54:09,4 |
| 8     | Kalevi Hämäläinen | 1:54:15,7 |
| 9     | Arto Tiainen      | 1:54:38,8 |
| 10    | Sixten Jernberg   | 1:54:41,1 |
| …     | …                 | …         |
| 12    | Gennadi Waganow   | 1:56:01,8 |
| 14    | Giuseppe Steiner  | 1:56:38,1 |
| 17    | Franco Manfroi    | 1:58:22,7 |
| 18    | Alphonse Baume    | 1:59:52,0 |
| 19    | Veikko Hakulinen  | 2:00:14,6 |
| 20    | Jean Mermet       | 2:00:17,3 |
| 21    | Eugenio Mayer     | 2:00:17,4 |
| 22    | Walter Demel      | 2:00:58,5 |
| 23    | Hans Ammann       | 2:01:08,2 |
| 24    | Ryszard Furtak    | 2:01:51,1 |
| 25    | Konrad Hischier   | 2:02:05,9 |
| 35    | Hermann Mayr      | 2:04:10,8 |
| 36    | Rauhawsen         | 2:04:14,3 |
| 41    | Siegfried Weiß    | 2:05:40,4 |
| 42    | Kopp              | 2:06:04,2 |
| 44    | Paul Bebi         | 2:06:10,1 |
| 54    | Edward Demers     | 2:13:40,9 |

Datum: 18. Februar 1962

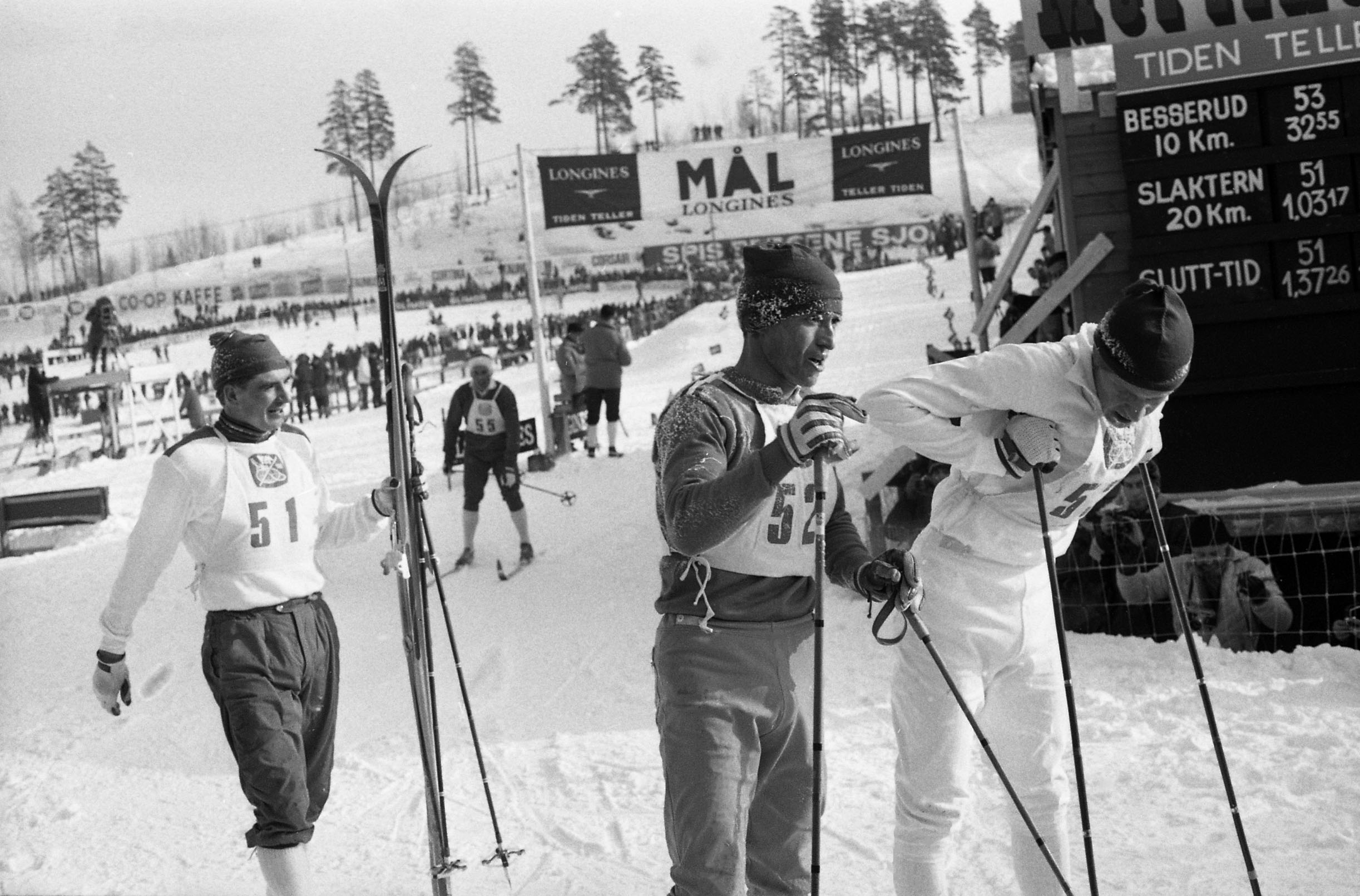
Weltmeister Eero Mäntyranta (hier mit Nr. 51 bei den Weltmeisterschaften 1966)

64 Starter; Höhendifferenz 250 m – 8.000 bis 10.000 Zuseher
Wegen der starken Schneefälle hatte der 30-km-Kurs kurz vor Rennbeginn geändert werden müssen. Das Rennen wurde auf einer dreimal zu bewältigenden 10-km-Strecke, der ersten Schleife des Originalparcours, durchgeführt. Pressesprecher Stephan Rzeszot informierte über den Lautsprecher mehrsprachig das Publikum. Es gab härteste Bedingungen mit ununterbrochenem dichten Schneefall, dazu wirbelte der böenartige Wind haushohe Schneewolken auf. Die Schwere des Rennens dokumentiert sich auch in der Bestzeit von über einer Stunde und fünfzig Minuten.
Schon gegen halb sieben am Morgen war eine sechsköpfige Spurmannschaft aufgebrochen und hatte sich durch stockwerkhohe Verwehungen gekämpft. Und wenn diese Gruppe auch die «Doppelspur» wieder zum Vorschein gebracht hatte, war es ein fruchtloses Unterfangen gewesen. Schneefall und Wind deckten die Loipe bald wieder zu.
Schon mit Start-Nr. zwei nahm der prominente Schwede Janne Stefansson den Kurs in Angriff. Er war von seiner Teamführung als offenbar nicht so stark eingeschätzt und deshalb in die schwächste der vier Gruppen delegiert worden. Der Schwede war tatsächlich eine Art „Spurmann“. Als der Niederschlag etwas nachließ und sich auch das Feld auf den Parcours verteilt hatte, konnte Stefansson zeigen, was in ihm steckt, und er kam mit einem großartigen Finish sogar noch auf nicht ganz zehn Sekunden an den Weltmeister heran.
Der als kommender „Skikönig“ gehandelten Schweden Assar Rönnlund, und Sixten Jernberg konnten sich auf der so kräfteverschleißenden Strecke nicht entsprechend durchsetzen. Sowohl die beiden Finnen Kalevi Hämäläinen und Arto Tiainen als auch Jernberg klagten über Magenbeschwerden, was auch deren Rückfall erklärte. Demgegenüber herrschte bei den Norwegern offene Freude, denn sie hatten die vorderen Plätze von Einar Østby und Harald Grønningen nicht ohne weiteres erwartet.
Mit dem 1,57 m großen und 58 kg schweren Giulio Deflorian (geb. 13. Januar 1936) gab es den ersten Mitteleuropäer, der in die jahrzehntelange skandinavische Phalanx auf dem Podest, die bislang nur von Sowjetathleten gesprengt worden war, eindringen und sich eine Medaille sichern konnte. Der schwedische Trainer Bengt Nilsson hatte die Langlaufgilde der Azzuri systematisch aufgebaut, bereits in Les Brassus hatte sich deren Stärke sowohl individuell als auch in der Breite gezeigt. Für Deflorian als Leichtgewicht mochte die weiche Spur ein Vorteil gewesen sein, doch er hatte es in den Abfahrten und im Kampf gegen die Windböen schwerer.
Sieger Mäntyranta überzeugte als hervorragender Stilist und Techniker, der locker und spielerisch die scharfen Aufstiege bewältigte. Auf den Ebenen steigerte er das Tempo, wechselte bei Beginn der Steigung die Kadenz und ging nach wenigen Schritten in seinen faszinierenden raumgreifenden Gleitrhythmus über. Er war zweifellos über den Stand des Rennens informiert, denn gleich zu Beginn der Schlussrunde drehte er voll auf, weil Deflorian ihm bedrohlich nahe gerückt war. Der Finne flog förmlich über den letzten Kilometer. Es war festzustellen, dass es die besten Italiener in athletischer und technischer Hinsicht mit den Nordländern aufnehmen konnten. Doch deren Körperbeherrschung, das Balancegefühl und das zügige, kraftvolle und doch kaum eine Anstrengung verratende Gleiten auf einem Ski – das war nur bei ausgedehntem Training anzueignen.
Das Schweizer Team hielt sich, was Olympische Spiele und Weltmeisterschaften anbelangt, so gut wie schon lange nicht mehr, ein dreizehnter Rang über 50 km durch Adolf Freiburghaus war 1939 (ebenfalls in Zakopane) das letzte großartige Ergebnis in einer Einzeldisziplin gewesen.
Auffallend war auch, dass zwei nordländische Teams ein Verbindungsnetz kreuz und quer im Wettkampfgelände des 30-km-Laufes hatten errichten lassen, wobei nicht nur Funkstationen aufgestellt, sondern auch Leitungen für telefonische Verbindungen gelegt worden waren. Beobachtern war diese radikale Ausnützung technischer Möglichkeiten schon von den Olympischen Spielen 1952 in Oslo bekannt gewesen.

### 50 km
| Platz | Sportler           | Zeit [h]                  |
| ----- | ------------------ | ------------------------- |
| 1     | Sixten Jernberg    | 3:03:48,5                 |
| 2     | Assar Rönnlund     | 3:05:39,1                 |
| 3     | Kalevi Hämäläinen  | 3:05:42,8                 |
| 4     | Arto Tiainen       | 3:05:43,5                 |
| 5     | Harald Grønningen  | 3:05:58,3                 |
| 6     | Janne Stefansson   | 3:06:12,0                 |
| 7     | Rolf Rämgård       | 3:09:02,2                 |
| 8     | Giuseppe Steiner   | 3:09:10,4                 |
| 9     | Veikko Hakulinen   | 3:09:35,1                 |
| 10    | Gennadi Waganow    | 3:09:49,2                 |
| …     | …                  | …                         |
| 14    | Alfredo di Bona    | 3:16:09,7                 |
| 17    | Ladislav Hrubý     | 3:18:36,7                 |
| 18    | Tadeusz Jankowsky  | 3:19:26,2                 |
| 19    | Marcello di Dorigo | 3:20:18,5                 |
| 25    | Siegfried Weiß     | 3:26:04,1                 |
| 26    | Siegfried Hug      | 3:26:04,3                 |
| 27    | Rudolf Maier       | 3:28:43,6                 |
| 30    | Kuno Werner        | 3:29:52,5                 |
| 32    | Klaus Kretzschmann | 3:31:37,9                 |
| 34    | Paul Bebi          | 3:32:31,1                 |
| DNF   | Hans Ammann        | nach etwas mehr als 30 km |

Datum: 24. Februar 1962

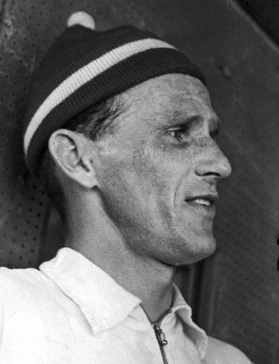
Auch hier in Zakopane erweiterte Sixten Jernberg (hier im Jahr 1958) seine Goldmedaillensammlung

Im wohl als Finale geplanten 50-km-Langlauf, der jedoch schon am Samstag, 24. Februar, vonstattenging, bewies der schwedische Skikönig Sixten Jernberg laut Pressemeldungen, dass „sein Stern noch nicht im Sinken“ sei, wenngleich er beim 30-km-Rennen noch nicht überzeugt hatte. Nachdem er zuvor in der Staffel dem „Tre-Konor-Team“ den Sieg gesichert hatte, diktierte der 33-Jährige auch den „Marathon“ und beantwortete einen Zwischenspurt nach 35 km von Kalevi Hämäläinen – der Finne kam auf 1:04 min heran – noch einmal mit einer Temposteigerung. Enttäuschend kam der Beste der sowjetischen Mannschaft nur auf Rang zehn.
Am frühen Morgen des 24. Februar machten sich 45 Konkurrenten bei ziemlich großer Kälte (Lufttemperatur −9 °C; Schnee −6,8 °C) und idealen Verhältnissen (trotz Schneefalls in der vorangegangenen Nacht) zum Marathon im Krokiew-Stadion auf, welches sie nach 15, 25 und 40 km durchfuhren. Auf der Strecke ergaben sich 1.420 m Höhenunterschied, wobei die längste Steigung 140 m betrug. Nach zehn Kilometern lagen Jernberg (Nr. 24), Stefansson, Hämäläinen, Rönnlund, Rämgård und Tiainen nicht einmal eine halbe Minute auseinander. Zur Hälfte der Distanz war Jernberg in 1:30:29 h gestoppt worden, womit er sich Vorsprünge von 2:10 min auf Stefensson, 2:36 min auf Rönnlund, 2:45 min auf Tiainen, 3:03 min auf Hämäläinen, 3:30 min auf Grønningen, 3:46 min auf Hakulinen, 3:51 min auf Rämgård, 3:56 min auf Steiner und 4:45 min auf di Bona erlaufen hatte.
Beim letzten Durchlaufen des Stadions nach 38 bis 40 km lagen die ersten sechs Läufer innerhalb von nicht ganz sechs Minuten: Jernberg ging mit 2:26:00 h und damit 1:04 min Abstand zu Hämäläinen auf die letzten zehn Kilometer. Es folgten Rönnlund (+ 1:19 min), Stefansson (+ 1:36 min), Tiainen (+ 1:45 min), Grønningen (+ 1:58 min), Rämgård (+ 3:03 min), Steiner (+ 3:18 min), Hakulinen (+ 3:45 min) und Stensheim (+ 4:14 min). Dabei machten die beiden Finnen nicht einen gleich frischen Eindruck wie die Schweden. Kurz nach 12 Uhr erreichte der erste Läufer das Ziel – und schon bald folgte Jernberg, sodass es recht früh klar war, dass er der überragende Sieger war, Alle Fotografen stürzten sich auf ihn. Währenddessen war auch ein anderer „Großer“ der letzten Jahre, Hakulinen, ins Ziel gekommen, aber ihm wurde angesichts seines deutlichen Rückstands überhaupt keine Beachtung zuteil.
Es war ein äußerst schnelles Rennen gewesen – und bis auf Jernberg, der mit deutlichem Vorsprung gewann, lagen die übrigen im Spitzenbereich eng beisammen. Sogar Experten konnten sich nicht daran erinnern, dass es über diese lange Distanz je einen solchen rasanten Kampf mit derart engen Zeitunterschieden gegeben hatte. Der achtplatzierte Italiener Giuseppe Steiner hatte lange hervorragend mithalten können, er büßte erst im letzten Drittel etwas Terrain ein.
Bei den Schweizern hatte Erwino Hari wegen Fiebers ärztliches Startverbot erhalten, Baume wurde mit Rücksicht auf bereits drei bestrittene Rennen nicht eingesetzt. Die beiden anderen hatten auf Grund einer nicht ganz optimalen Wachswahl bei Aufstiegen etwas Schwierigkeiten. Bebi platzierte sich seinen Möglichkeiten entsprechend, Amann hatte sich etwas zu sehr verausgabt und musste aufgeben.

### 4 × 10 km Staffel
| Platz | Land             | Sportler                                                               | Zeit [h]  |
| ----- | ---------------- | ---------------------------------------------------------------------- | --------- |
| 1     | Schweden         | Lars Olsson Sture Grahn Sixten Jernberg Assar Rönnlund                 | 2:24:38,8 |
| 2     | Finnland         | Väinö Huhtala Kalevi Laurila Pentti Pesonen Eero Mäntyranta            | 2:25:24,4 |
| 3     | Sowjetunion      | Iwan Utrobin Pawel Koltschin Alexei Kusnezow Gennadi Waganow           | 2:26:14,3 |
| 4     | Norwegen         | Magnar Lundemo Hallgeir Brenden Einar Østby Harald Grønningen          | 2:26:45,9 |
| 5     | Italien          | Giuseppe Steiner Gianfranco Stella Marcello De Dorigo Giulio Deflorian | 2:28:15,0 |
| 6     | Frankreich       | Félix Mathieu René Secretant Victor Arbez Jean Mermet                  | 2:34:03,0 |
| 7     | Polen            | Józef Rysula Kazimierz Zelek Andrzej Mateja Józef Gut-Misiaga          | 2:34:32,0 |
| 8     | Schweiz          | Konrad Hischier Erwino Hari Alois Kälin Alphonse Baume                 | 2:36:18,5 |
| 9     | BR Deutschland   | Walter Demel Edi Lengg Rudolf Maier Sepp Maier                         | 2:36:36,3 |
| 10    | Japan            | K. Yagachi Kazuo Satō Hidezo Takashi Tatsuo Kitamura                   | 2:36:45,3 |
| 11    | Tschechoslowakei | Ladislav Hrubý Oteksak Vít Fousek Rudolf Citlik                        | 2:37:25,4 |
| 12    | Rumänien         | Cincu Siellan Dragus Dinu Ghorghe Badescu                              | 2:38:58,5 |
| 13    | DDR              | Helmut Weidlich Klaus Kretzschmann Heinz Seidel Enno Röder             | 2:38:39,7 |
| 14    | Österreich       | Hermann Mayr Anton Kogler Franz Vetter Andreas Janc                    | 2:41:09,5 |
| 15    | Ungarn           | Pál Sajgó Spisak Marko Futo                                            | 2:43:55,1 |
| 16    | USA              | John Bower (Skisportler) Elliot Robert Gray Karl Bohlin                | 2:45:37,6 |
| 17    | Jugoslawien      | Bavco Pavčič Roman Seljak Pavčič                                       | 2:47:07,5 |
| DNS   | Kanada           |                                                                        |           |

Datum: 22. Februar 1962
17 Mannschaften gingen ab 9 Uhr ins Rennen. Nach zehn km führte Schweden in 37:28,6 vor Finnland (37:34,5 min), Italien (37:36,4 min), Sowjetunion (37:37,2 min), Norwegen (38:00,8 min), Polen (38:45,7 min), FRG (38:48,1 min), Frankreich (39:35,9 min) und Schweiz (39:55,0 min). Nach 20 km kamen nur mehr vier Teams für den Sieg in Frage. Hinter Schweden (1:13:29,9 min) waren Finnland (+ 0,2 s), Sowjetunion (+ 23,0 s s), Norwegen (+ 1:05,3 min) und Italien (+ 1:11,8 min) klassiert. Die Bundesrepublik Deutschland war Achter (+ 5:10,1 min), die Schweiz Zehnter (+ 5:22,2 min). Jernberg verhalf dann mit einer großartigen Leistung seiner Mannschaft zu einem beruhigenden Vorsprung, die Medaillenreihenfolge war fixiert. Schweden wies 1:48:44,5 h auf, Finnland 1:50:20,9 h und die Sowjetunion 1:50,21,3 h. Die nächsten waren Norwegen (1:50:35,8 h), Italien (1:51:29,9 h); die Schweiz war Achter (1:57:28,4 h) und die Bundesrepublik Deutschland Zehnter (1:58:17,0 h). Finnland blieb gegenüber den folgenden beiden Staffeln nie gefährdet. Im Endklassement kam die Bundesrepublik Deutschland in 2:37:25,4 h auf Rang neun, Japan in 2:38,45,3 h auf Rang zehn. Es folgten die ČSR, Rumänien und die DDR. Bei den Österreichern hatte Mayr als Fünfzehnter in 42:54,6 min übergeben, Janc als Schlussläufer konnte noch den Ungarn Futo überholen. Schlusslichter waren die USA und Jugoslawien.
Die schnellste Einzelzeit erzielte Eero Mäntyranta in 35:03 min.

## Resultate Langlauf Frauen
- Detaillierte Ergebnisse

### 5 km
| Platz | Sportlerin          | Zeit [min] |
| ----- | ------------------- | ---------- |
| 1     | Alewtina Koltschina | 19:28,6    |
| 2     | Ljubow Kosyrewa     | 20:15,9    |
| 3     | Marija Gussakowa    | 20:27,5    |
| 4     | Siiri Rantanen      | 20:45,9    |
| 5     | Mirja Lehtonen      | 20:55,7    |
| 6     | Jewdokija Mekschilo | 21:14,5    |
| 7     | Toini Gustafsson    | 21:17,8    |
| 8     | Barbro Martinsson   | 21:18,0    |

Datum: 19. Februar 1962

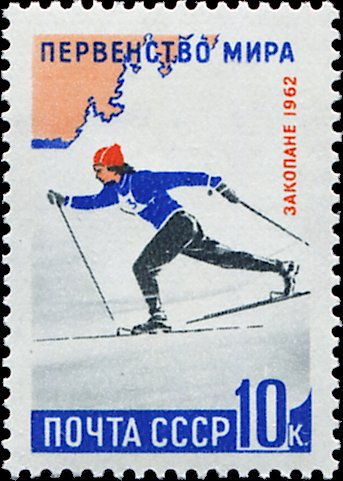
UdSSR-Marke: Alewtina Koltschina

Unter den 37 Starterinnen, die am Vormittag des 19. Februar den neu ins Programm aufgenommene 5-km-Langlauf in Angriff nahmen, befanden sich vier aus der Bundesrepublik Deutschland und eine aus Österreich, ansonsten gab es keine Läuferinnen aus westlichen Ländern, nur Nordländerinnen und Vertreterinnen osteuropäischer Verbände. Allerdings hatte Norwegen nicht gemeldet. Nur fünf Läuferinnen waren auf Grund ihrer körperlichen Verfassung und technischen Ausbildung in der Lage, die Schwierigkeiten einigermaßen zu bewältigen, während es für die übrigen eher einer Qual, vor allem in einer kurzen, aber scharfen Steigung, glich.

### 10 km
| Platz | Sportlerin          | Zeit [min] |
| ----- | ------------------- | ---------- |
| 1     | Alewtina Koltschina | 39:48,2    |
| 2     | Marija Gussakowa    | 40:59,9    |
| 3     | Radja Jeroschina    | 41:17,1    |
| 4     | Ljubow Baranowa     | 41:26,0    |
| 5     | Mirja Lehtonen      | 41:53,2    |
| 6     | Barbro Martinsson   | 42:28,4    |
| 7     | Siiri Rantanen      | 42:28,9    |
| 8     | Toini Gustafsson    | 42:34,8    |
| 9     | Toini Pöysti        | 42:52,2    |
| 10    | Eeva Ruoppa         | 43:01,7    |
| …     | …                   | …          |
| 30    | Heiderun Ludwig     | 48:24,9    |

Datum: 21. Februar 1962

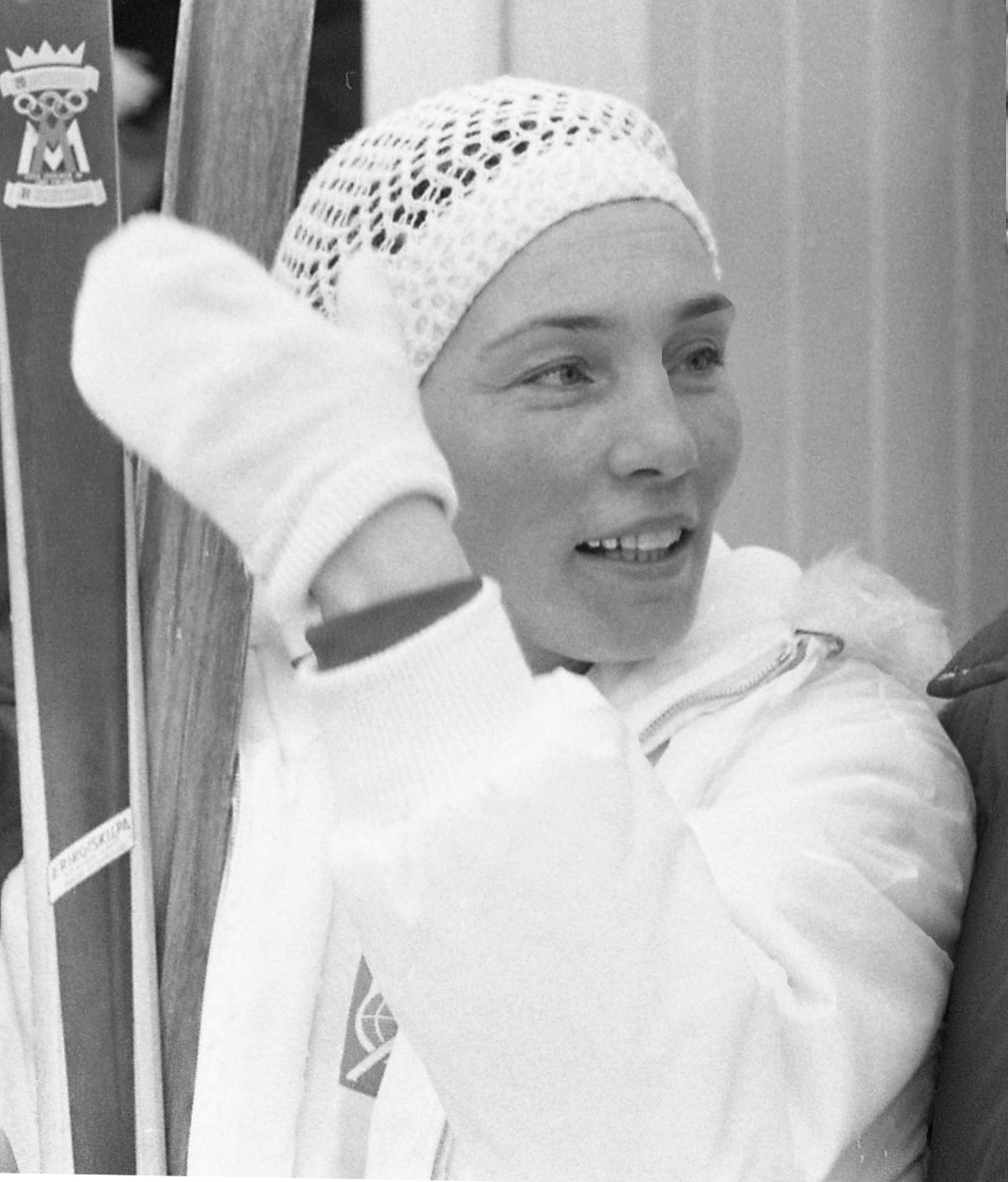
In allen drei Frauenwettbewerben wurde Alewtina Koltschina Weltmeisterin

Wie schon bei der 5-km-Distanz (und wiederum 37 Starterinnen) blieb der optische Eindruck derselbe, die Auswirkungen der Anstrengungen machten sich hier noch deutlicher bemerkbar. Es schneite wieder heftig, so dass sich nur 2.000 Besucher entlang der Loipe eingefunden hatten. Siegerin Koltschina lag bereits zur Hälfte des Rennens klar in Führung.

### 3 × 5 km Staffel
| Platz | Land             | Sportler                                                  | Zeit [h]  |
| ----- | ---------------- | --------------------------------------------------------- | --------- |
| 1     | Sowjetunion      | Ljubow Baranowa Marija Gussakowa Alewtina Koltschina      | 0:58:08,9 |
| 2     | Schweden         | Barbro Martinsson Britt Strandberg Toini Gustafsson       | 0:59:27,9 |
| 3     | Finnland         | Siiri Rantanen Eeva Ruoppa Mirja Lehtonen                 | 1:01:33,0 |
| 4     | Polen            | Weronika Stempak Józefa Czerniawska-Pęksa Stefania Biegun | 1:02:37,5 |
| 5     | DDR              | Renate Dannhauer Christa Herklotz Sonnhilde Kallus        | 1:02:41,1 |
| 6     | Tschechoslowakei | Vlasta Srnková Jarmila Škodová Eva Paulusová              | 1:05:02,4 |
| 7     | Ungarn           | Katalin Hellner Janosne Gangli Éva Balázs                 | 1:09:35,0 |
| DNS   | Bulgarien        |                                                           |           |
| DNS   | BR Deutschland   |                                                           |           |

Datum: 23. Februar 1962
Rund 30.000 Zuseher hatten sich eingefunden, die Bundesrepublik Deutschland und Bulgarien hatten ihre Staffeln zurückgezogen. Diesmal zeigte sich in Zakopane die Sonne. Der sowjetischen Startläuferin war es noch nicht gelungen, die schwedische Rivalin entscheidend zu distanzieren (18 Sekunden), aber nach der zweiten Ablösung betrug der Vorsprung bereits 54 Sekunden. Überraschend vermochte Finnland überhaupt nie in den Spitzenkampf einzugreifen, Rantanen übergab schon mit 2:23 min Rückstand nach dem ersten Teilstück. Die beste Einzelleistung bot Koltschina in 18:52,7 min. Die weiteren Spitzenzeiten wurden durch Lehtonen (19:11,3 min), Gustafsson (19:17,8 min), Strandberg (19:30,9 min) und Ruoppa (19:52,4 min) erzielt.

## Resultate Skispringen Männer
- Detaillierte Ergebnisse

### Normalschanze

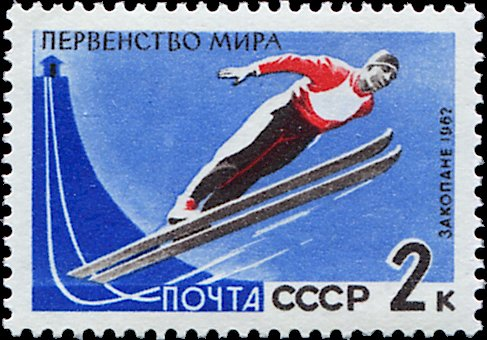
Sowjetische Briefmarke zu den Nordischen Skiweltmeisterschaften 1962

| Platz        | Sportler           | Weiten [m]         | Punkte |
| ------------ | ------------------ | ------------------ | ------ |
| 1            | Toralf Engan       | 68,0 / 67,0 / 70,5 | 223,6  |
| 2            | Antoni Łaciak      | 68,5 / 64,5 / 71,5 | 222,5  |
| 3            | Helmut Recknagel   | 65,5 / 67,0 / 71,5 | 219,8  |
| 4            | Hemmo Silvennoinen | 64,5 / 69,0 / 69,0 | 218,9  |
| 5            | Koba Zakadse       | 65,5 / 65,0 / 71,5 | 218,8  |
| 6            | Veit Kührt         | 64,0 / 69,0 / 69,5 | 217,8  |
| 7            | Gustaw Bujok       | 64,5 / 67,5 / 71,0 | 214,1  |
| 8            | Nikolai Kamenski   | 65,0 / 68,5 / 66,0 | 213,9  |
| 9            | Nikolai Schamow    | 65,5 / 66,0 / 69,5 | 213,1  |
| 10           | Willy Egger        | 67,0 / 66,5 / 64,5 | 212,8  |
| 11           | Kurt Schramm       | 65,5 / 67,5 / 69,5 | 212,4  |
| 12           | Eino Kirjonen      | 61,5 / 65,5 / 68,5 | 209,4  |
| 13           | Torgeir Brandtzæg  | 61,5 / 68,0 / 65,5 | 206,7  |
| 14           | Bruno De Zordo     | 61,0 / 67,0 / 65,5 | 207,4  |
| 15           | Otto Leodolter     | 63,0 / 65,5 / 64,5 | 206,1  |
| 16           | William Erickson   | 63,0 / 66,0 / 67,5 | 202,8  |
| 17           | Ueli Scheidegger   | 66,5 / 65,0 / 64,0 | 201,8  |
| …            | …                  | …                  | …      |
| 19           | Dino De Zordo      | 64,5 / 62,0 / 66,5 | 200,8  |
| 20           | Rudolf Doubek      | 64,5 / 64,5 / 59,0 | 200,4  |
| 21           | Takashi Matsui     | 62,5 / 62,5 / 66,5 | 200,1  |
| 25           | Ludvik Zajc        | 64,5 / 64,5 / 64,0 | 198,9  |
| 28           | Nilo Zandanel      | 63,5 / 62,5 / 57,5 | 197,5  |
| 29           | Willi Wirth        | 61,5 / 64,0 / 62,0 | 195,3  |
| 30           | Max Bolkart        | 58,0 / 67,0 / 71,0 | 195,0  |
| 32           | Naoki Shimura      | 65,0 / 65,5 / 61,0 | 194,3  |
| 32           | Lars-Åke Bergseije | 61,0 / 64,5 / 64,5 | 194,3  |
| 34           | Veiko Kankkonen    | 67,0 / 67,0 / 67,0 | 198,9  |
| 35           | Piotr Wala         | 68,5 / 64,5 / 70,5 | 197,5  |
| 39           | Giacomo Aimoni     | 60,0 / 62,0 / 65,0 | 190,8  |
| 41           | Kjell Sjöberg      | 59,5 / 62,5 / 62,0 | 190,0  |
| 42           | Claude Jean-Prost  | 63,0 / 59,0 / 62,5 | 189,1  |
| 43           | Helmut Kurz        | 61,0 / 62,0 / 62,5 | 188,4  |
| 44           | Heini Ihle         | 58,5 / 66,5 / 66,0 | 188,3  |
| 45           | Peter Müller       | 59,5 / 60,5 / 63.0 | 186,2  |
| 51           | Gérard Gravelle    | 56,0 / 60,5 / 56,0 | 179,5  |
| 52           | Endre Kiss         | 60,0 / 60,5 / 56,0 | 179,3  |
| 54           | Toni Cecchinato    | 60,5 / 59,5 / 63,0 | 177,2  |
| 57           | Gerd Niederhammer  | 55,0 / 58,5 / 57,0 | 169,2  |
| 59           | Alois Haberstock   | 61,0 / 62,0 / 56,0 | 164,5  |
| 59           | John Balfanz       | 61,5 / 60,0 / 65,5 | 164,5  |
| 62 (Letzter) | László Gellér      | 51,5 / 53,0 / 53,5 | 146,7  |

Datum: 21. Februar 1962
Am Tag der Austragung dieses Spezialspringens, das schon am 18. Februar hätte stattfinden sollen, herrschten Sturm und (wiederum) hartnäckiger Schneefall. Der Wettbewerb wurde wie bereits das Kombinationsspringen auf der Normalschanze (mittlere Schanze) ausgetragen. Zum Start um 12 Uhr waren 8.000 bis 10.000 Besucher erschienen.
Schon der Beginn mit der Nr. 1, dem Deutschen Haberstock, war um eine halbe Stunde verschoben worden, denn es gab nur eine Sicht von 200 Metern. Gleich nach den ersten sechs Springern wurde wegen der außerordentlich schwierigen Bedingungen für eine Stunde unterbrochen, obwohl schon nach einer halben Stunde hätte fortgesetzt werden können. Der Wettbewerb wurde um 13.40 Uhr nochmals neu gestartet. Just zu diesem Zeitpunkt setzte das Schneetreiben erneut mit aller Heftigkeit ein, allerdings hatte der Wind nachgelassen. Das Springen wurde letztlich trotz der prekären äußeren Verhältnisse durchgezogen. Pro Minute wurden wegen der Zeitnot zwei Mann über die Schanze geschickt, denn auf der 100-Meter-Schanze war bislang überhaupt noch nicht trainiert worden. Eine Gefahrenquelle barg der knapp fünf Meter lange Übergang zur Auslaufzone, denn der dort befindliche Neuschnee wirkte wie eine Bremse. Viele Springer stürzten vornüber, die Punkterichter waren sich allerdings auch bei Stürzen weit im Auslauf nicht sicher, ob diese als „gestürzt“ zu werten waren, was aus den deutlich unterschiedlichen Noten hervorging.
Der Erfolg des in Mitteleuropa wenig bekannten Toralf Engan war von Experten erwartet worden. Er avancierte zu einem überzeugenden Sieger, schon nach dem ersten Durchgang lag er in Führung. Die Athleten führten drei Sprünge aus, von denen die beiden besten in die Wertung kamen. Von den übrigen Skandinaviern konnte sich nur noch Silvennoinen unter den ersten Zehn platzieren. Ansonsten hatte sich die Leistungsbilanz eindeutig zugunsten der anderen Nationen verschoben. Der schwedische Meister Kjell Sjöberg fand sich mit dem kurzen Schanzentisch gar nicht zurecht. Antoni Łaciak und Helmut Recknagel (er erhielt für seine 71 m die Tageshöchstnote von 106,6 Punkten) sicherten sich ihre Medaillen erst im letzten Sprung, wie überhaupt das Spitzenfeld in diesem dritten Durchgang mit verlängertem Anlauf enorme Verbesserungen erreichte. Viele Springer forcierten die Weite auf Kosten des Stils, was aber von den Punktrichtern nicht derart streng genommen wurde. So war Łaciak in den Haltungsnoten etwas zu gut weggekommen. Die Springer der Bundesrepublik Deutschland erlebten eine Enttäuschung, denn Max Bolkart misslang der erste Flug gründlich. Er stürzte bei 71 Metern und belegte als bester seines Teams den dreißigsten Platz. Von den Finnen musste Kankkonen zwei Stürze hinnehmen. Auch die Österreicher waren nicht auf Weiten gekommen, vor allem Leodolter lag die Krokiew-Schanze überhaupt nicht – trotz schöner Luftfahrt blieb er weitenmäßig zurück. Nach dem ersten Durchgang war Egger auf Rang acht, Leodolter auf Rang fünfzehn.

### Großschanze

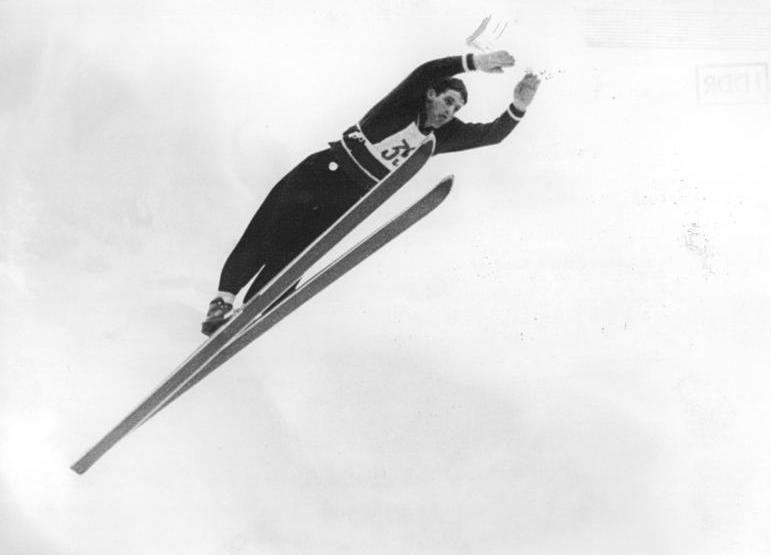
Helmut Recknagel wurde überlegen Weltmeister auf der Großschanze

| Platz        | Sportler           | Weiten [m]           | Punkte |
| ------------ | ------------------ | -------------------- | ------ |
| 1            | Helmut Recknagel   | 97,5 / 103,0 / 98,5  | 241,4  |
| 2            | Nikolai Kamenski   | 91,0 / 97,0 / 97,0   | 226,4  |
| 3            | Niilo Halonen      | 97,5, / 94,0 / 93,5  | 224,5  |
| 4            | Toralf Engan       | 92,5, / 95,0 / 100,0 | 223,5  |
| 5            | Peter Lesser       | 90,5* / 95,0 / 100,0 | 223,3  |
| 6            | Antoni Łaciak      | 96,5 / 94,0 / 94,5   | 222,3  |
| 7            | Willy Egger        | 94,0 / 96,5 / 84,5*  | 218,6  |
| 8            | Piotr Wala         | 94,5 / 94,0 / 94,5   | 217,8  |
| 9            | Max Bolkart        | 91,0 / 96,5, / 91,5  | 216,0  |
| 10           | Veikko Kankkonen   | 91,5, / 95,0 / 91,5  | 215,3  |
| 11           | Wolfgang Happle    | 94,0 / 94,0 / 97,5   | 214,6  |
| 12           | Veit Kührt         | 94,5 / 97,0 / DNS    | 214,4  |
| 13           | Koba Zakadse       | 93,0 / 92,0 / 90,5   | 214,0  |
| 14           | Nikolai Schamow    | 90,0 / 93,5 / 89,0   | 213,7  |
| 15           | Kurt Schramm       | 90,5 / 94,5 / 94,5   | 212,3  |
| 16           | Otto Leodolter     | 92,0 / 91,5 / 89,5   | 211,2  |
| 17           | Peter Müller       | 89,5 / 94,5 / 90,5   | 209,8  |
| 18           | Shigeyuki Wakasa   | 90,5 / 89,5 / 84,5   | 208,0  |
| …            | …                  | …                    | …      |
| 20           | Miroslav Martinák  | 89,0 / 92,0 / 80,5   | 206,2  |
| 22           | Ueli Scheidegger   | 94,5 / 90,0 / 90,5   | 203,9  |
| 24           | Lars-Åke Bergseije | 90,0 / 91,5 / 85,5   | 202,8  |
| 27           | Dino De Zordo      | 87,5 / 91,5 / 90,5   | 201,4  |
| 31           | Nilo Zandanel      | 81,0 / 88,0 / 91,5   | 197,6  |
| 32           | John Balfanz       | 87,0 / 89,5 / 87,0   | 196,9  |
| 33           | Helmut Kurz        | 86,5 / 87,5 / 86,0   | 196,8  |
| 34           | Torgeir Brandtzæg  | 87,5 / 91,0 / 85,0   | 196,7  |
| 35           | Miro Oman          | 78,5 / 89,5 / 90,5   | 196,5  |
| 39           | Bruno De Zordo     | 90,0 / 79,0 / 85,5   | 194,3  |
| 41           | Heini Ihle         | 88,5 / 89,0 / 90,5   | 192,9  |
| 43           | Giacomo Aimoni     | 85,5 / 86,5 / 89,5   | 190,3  |
| 44           | Walter Habersatter | 83,0 / 85,5 / 86,5   | 189,3  |
| 44           | Kjell Sjöberg      | 80,0 / 80,0 / 84,0   | 189,3  |
| 49           | Toni Cecchinato    | 85,5 / 84,0 / 80.0   | 187,3  |
| 50           | Frank Gartrell     | 82,5 / 91,0 / 87,0   | 183,7  |
| 51           | Claude Jean-Prost  | 84,5 / 84,0 / 81,0   | 181,3  |
| 57           | Endre Kiss         | 83,0 / 79,0 / 77,5   | 169,8  |
| 59 (Letzter) | László Csávás      | 73,0 / 75,0 / 76,0   | 157,3  |

Datum: 25. Februar 1962
Wie auf der Normalschanze kamen die beiden besten von drei Sprüngen in die Wertung.100.000 Zuschauer sahen 63 Springer aus achtzehn Ländern und einen überlegenen Recknagel-Sieg. Es war ein Klassenunterschied zwischen ihm und dem Rest des Feldes festzustellen. Experten sahen einen Grund in seinen Trainingsmethoden. U. a. trainierte er im Sommer auf Kunststoffmatten.
Die Trainingseinheiten hatten am 23. Februar endlich begonnen. Lesser und Schamow mit je 88 m, Kührt und Bolkart mit je 87 m sowie Engan und Recknagel mit je 86 m erzielten die größten Weiten, am zweiten Tag dominierten Engan (95 m) und Recknagel (94 m), auch Happle sprang einmal 94 m. Von den Österreichern waren Egger und Leodolter auf 92 bzw. 90 m gekommen. Da waren allerdings auch Stimmen, dass die Springer zu hoch hinausgetragen würden – es hatte zwei schwere Unfälle gegeben. Während der Kanadier Gravelle sich drei Rippen brach, hatte ein junger polnischer Skispringer einen nicht tödlichen Genickbruch erlitten. Doch schon die ersten Sprünge im ersten Wertungsdurchgang ließen erkennen, dass die Springer keineswegs in Gefahr gerieten, es gab überhaupt nur wenig Stürze. Sogar Heini Ihle, den es in der Luft etwas verzogen hatte, stand auf, als wäre nichts geschehen.
Vor dem Wertungsspringen hatte es einen Kälteeinbruch mit Nachttemperaturen von −20 °C gegeben. Die Nordländer bezogen erneut eine Niederlage, denn sie brachten nur zwei Springer in die „Top Ten“. Recknagel als Drittletzter mit Nr. 55 vermochte im ersten Durchgang den Finnen Halonen (Nr. 33) ganz knapp von der Spitze zu verdrängen.
Łaciak (POL), Wala (POL), Egger (AUT), Zakadse (URS) und Happle (FRG) waren auf den weiteren Plätzen zu finden. Der Schweizer Scheidegger begann mit Rang zehn recht stark. Die ersten Zwei blieben auch nach Durchgang zwei voran, doch war Halonen kein guter Sprung gelungen, sodass für lange Zeit Kamenski (URS) führte, der mit einem vollendeten 97-Meter-Sprung mächtig aufgeholt hatte. Hinter Egger waren Łaciak, Wala, Bolkart (FRG), der sich nun zwar gefangen hatte, jedoch keine weitere Steigerung herbeizuführen vermochte, Zakadse und Schamow (URS) platziert. Die in diesem Durchgang zahlreichen unsicheren Landungen waren auch auf die Verschlechterung der Sicht durch Bewölkung zurückzuführen. Recknagel aber hatte mit 103 m neuen Schanzenrekord (bisher Schamow mit 100 m aus dem Jahr 1960) aufgestellt. So ging der Thüringer mit großem Vorsprung in die dritte Serie, wobei er die 100-Meter-Marke streifte. Dieser dritte Durchgang war mit gleich um vier Meter verkürztem Anlauf in Angriff genommen worden, weil der kritische Punkt mit rund 14 % beträchtlich übersprungen worden war. Zwei Springern gelang es, die 100 m zu erreichen. Lesser (GDR) erreichte 102 m, und im letzten der insgesamt 189 Sprünge war es noch der 70-Meter-Weltmeister Engan (NOR), der den 100-Meter-Punkt erreichte, was ihm noch den vierten Rang bescherte. Als „Geheimfavorit“ war Willy Egger gehandelt worden, doch fand er sich zu keiner abgerundeten Leistung, bei seiner Landung im letzten Sprung (85,5 m) saß er hinten ab, so dass er mit Rang sieben vorliebnehmen musste. Bolkart fing sich zwar im zweiten Durchgang, vermochte jedoch keine weitere Steigerung herbeizuführen. Leodolter war nach dem ersten Durchgang (94 m) Achter, doch fiel er kontinuierlich zurück. Demgegenüber war die Leistung von Peter Müller überraschend gut. Habersatter, der Senior des ÖSV-Quartetts, sprang zwar sicher, aber seine Weiten waren nicht konkurrenzfähig.
Eine Peinlichkeit gab es noch bei der Medaillenübergabe, denn die Kampfrichter hatten zunächst den Fünftplatzierten Peter Lesser auf Rang drei gesetzt, woraufhin ihm auch die Bronzemedaille überreicht wurde. Erst anschließend stellte sich heraus, dass Niilo Halonen dieser Rang gebührte. Doch mittlerweile war Lesser mit der DDR-Mannschaft bereits abgereist. So musste Halonen vorläufig vertröstet werden. Dieser Lapsus, der die Gemüter erregte, passte nicht ins Bild, welches den polnischen Veranstaltern ob deren außerordentliche Anstrengungen um eine ordnungsgemäße Durchführung ein gutes Zeugnis beschert hatte.

## Resultat Nordische Kombination Männer
Detaillierte Ergebnisse

### Einzel (Normalschanze/15 km)
| Platz | Sportler              | Punkte |
| ----- | --------------------- | ------ |
| 1     | Arne Larsen           | 454,33 |
| 2     | Dmitri Kotschkin      | 448,77 |
| 3     | Ole Henrik Fagerås    | 442,25 |
| 4     | Tormod Knutsen        | 424,65 |
| 5     | Michail Prjahin       | 423,97 |
| 6     | Willi Köstinger       | 421,05 |
| 7     | Lars Dahlqvist        | 414,05 |
| 8     | Pekka Ristola         | 414,03 |
| …     | …                     | …      |
| 27    | Franz Scherübl        | 365,07 |
| 29    | Waldemar Heigenhauser | 362,44 |
| 33    | Leopold Kohl          | 350,74 |

Datum: 19. und 20. Februar 1962
Ab 11 Uhr des 19. Februar wurde der Wettbewerb mit dem aus drei Sprüngen bestehenden Springen begonnen, von denen schlechteste gestrichen wurde. Dabei schneite es wie schon in den letzten fünf Tagen weiterhin. Dazu ließ der Wind nur vorübergehend etwas nach, weshalb es auch immer wieder zu Unterbrechungen kam. Zahlreiche Stürze und die durchschnittlich mäßigen Leistungen waren auf die Windeinwirkung zurückzuführen. Rund ein Dutzend der 39 Starter zeigte, dass auf der eher stumpfen Bahn trotz des unregelmäßigen Windes Versuche um und jenseits des kritischen Punktes (65 m) durchaus zu stehen waren. Kritisiert wurde der zu kurze Schanzentisch, sodass unverhältnismäßig viele Konkurrenten zu spät von der Kante weggingen. Pech hatte Olympiasieger Georg Thoma, der beim ersten Sprung stürzte und sich bei seinem nächsten Sturz Rippenprellungen und eine Gehirnerschütterung zuzog. Die Jury hatte verkürzt, da der kritische Punkt um mehr als 8 % übersprungen worden war. Thoma musste anschließend ins Krankenhaus eingeliefert werden. Die Gründe für diese Stürze lagen eher in psychologischer Natur, denn der Schwarzwälder hatte kein Hehl daraus gemacht, dass er mit dieser Schanze nicht zurechtkam. Auch der zweite Teilnehmer des deutschen Teams Sepp Schiffner stürzte in den ersten beiden Sprüngen und musste ebenfalls ins Spital gebracht werden. Während der Thoma-Sturz wesentlich harmlosere Folgen nach sich zog und er praktisch umgehend wieder entlassen wurde, musste Schiffner länger bleiben.
Nach diesem Sprunglauf führte der Japaner Tosuke Eto mit der Note 245,2 (69,0/63,0/60,5 m) vor dem Norweger Arne Larsen (242,0; 71,0/62,5/62,0) und dem sowjetischen Athleten Dmitri Kotschkin (240,5; 66,0/63,5/64,5). Eto hatte seinen Wohnsitz kürzlich nach Lahti verlegt, wovon er stark profitiert hatte, und stand alle drei Sprünge absolut sicher. Der Schweizer Kälin hingegen belegte nur den zweitletzten Platz, er hatte zweimal Stürze gerade noch vermieden, war nur auf ein Total von 138,3 Punkten gekommen. Ihm war anzumerken, dass ihm ein regelmäßiges Training auf 80-Meter-Schanzen fehlte.
Auch bei diesen Weltmeisterschaften liefen die Nordischen Kombinierer in einem eigens für sie angesetzten Langlaufrennen. Gleich nach dem letzten Läufer der 15-km-Spezialentscheidung starteten sie ihren 15-km-Wettbewerb, zu welchem Thoma wegen seiner Verletzung aus dem Springen nicht mehr antreten konnte. Nach sechs Tagen mit ununterbrochenen Schneefällen kam erstmals die Sonne durch die dicke Wolkendecke durch, bei geringem Wind gab es gute äußere Bedingungen. Kälin markierte die schnellste Laufzeit. Köstinger wurde hier in 1:05:25,6 h „nur“ Zwanzigster, wodurch er allerdings nur einen Rang verlor und überraschend bester Mitteleuropäer wurde.
Laufzeiten der Wettbewerber:

(1) Kälin (SUI) 58:18,7 h / (2) Fagerås (NOR) 59:23,2 h / (3) Dahlquvist (SWE) 1:01:14,3 h / (4) Oleksak (ČSR) 1:01:41,5 h / (5) Bacher (ITA) 1:01:50,9 h / (6) Priskschin (URS) 1:02,23,0 h / (7) Larsen (NOR) 1:03:15,7 h / (8) Lengg (FRG) 1:03:16,4 h / (9) Perrin (ITA) 1:03:18,6 h / (10) Kotschkin (URS) 1:03:39,5 h / (16) Schönherr (GDR) 1:04:46,3 h / (17) Zehrlaut (FRG) 1:04:55,0 h